# David Riazanov
Pour les articles homonymes, voir Riazanov.
David Borissovitch Riazanov (en russe : Давид Борисович Рязанов, de son vrai nom Давид Борисович Гольдендах, David Borissovitch Goldendach) est un marxiste, historien, archiviste et marxologue russe (ne le 10 mars 1870 à Odessa et mort exécuté le 25 janvier 1938 à Saratov).

## Biographie
David Riazanov naît le 10 mars 1870 à Odessa. De son vrai nom David Goldendach, il est issu d'une famille juive. À 15 ans, il rejoint les révolutionnaires Narodnik. Il est arrêté et passe 5 ans en prison. Il adhère au socialisme en 1887, puis au marxisme. À 19 ans, il entre en contact avec les cercles marxistes russes. En 1891, il est arrêté et envoyé en camp de travail par la police politique tsariste. Il y reste quatre ans.
En exil à partir de 1900, il se consacre à la diffusion des textes de Karl Marx. Riazanov retourne en Russie en 1905 pour participer à la révolution, qui échoue, et il est déporté. À nouveau en exil, il commence la rédaction d'une histoire de la Première Internationale.
En 1914, il s'oppose à la Première Guerre mondiale et participe au mouvement d'opposition initié par la conférence de Zimmerwald. Il rentre en Russie à la suite de la révolution de février 1917. Il rejoint alors les bolcheviks pour lutter en faveur de la prise du pouvoir par les soviets, et participe à la révolution d'Octobre 1917.
Riazanov fonde l'Institut Marx-Engels, dont il est nommé directeur en 1920, et se consacre à la publication de leurs écrits, dont de nombreux manuscrits inédits. Il crée la « MEGA » (Marx-Engels-Gesamtausgabe), qui doit une fois achevée constituer les œuvres complètes de Karl Marx et Friedrich Engels, y compris L'Idéologie allemande et La Dialectique de la nature. Il se charge également de la publication d'autres auteurs, comme Diderot, Feuerbach et Hegel. Il se lie d'amitié avec l'ancien menchevik Isaak Roubine qui est, depuis 1926, chargé de recherche à l'Institut. À cette période, Riazanov « a sans cesse participé à la vie du parti et des syndicats comme un marxiste consciencieux, un communiste démocrate, autrement dit, opposé à toute dictature sur le prolétariat ».
Défendant l'autonomie des syndicats (contre l'avis du parti), il est écarté en 1921 de toute responsabilité politique. En 1930, il est envoyé en camp de travail par la police politique stalinienne. Plus tard libéré, il sera fusillé sur ordre de Staline le 25 janvier 1938.
On doit à Riazanov de nombreuses annotations et commentaires sur l'œuvre de Marx et Engels. Par ailleurs, la publication par David Riazanov des manuscrits originaux de Marx a montré qu'Engels avait modifié certains textes de ce dernier avant de les publier, en en altérant le sens.

## Œuvre
- Marx et Engels. Conférences faites aux cours de marxisme près l'Académie Socialiste (1922), Éditions sociales internationales, 1923 ; Éditions Anthropos, 1967 ; Éditions « Les Bons Caractères », 2004.